# Charles Rabasse
Charles Eléonore Rabasse est un homme politique français né le 17 juillet 1745 à Rouen (Normandie) et décédé à une date inconnue.
Négociant à Rouen, il devient administrateur du département puis juge au tribunal de commerce de Rouen. Il est élu député de la Seine-Inférieure au Conseil des Cinq-Cents le 25 germinal an V. Favorable au coup d'État du 18 Brumaire, il siège au Corps législatif jusqu'en 1804, puis devient directeur des droits réunis dans l'Yonne.

## Sources
- « Charles Rabasse », dans Adolphe Robert et Gaston Cougny, Dictionnaire des parlementaires français, Edgar Bourloton, 1889-1891 [détail de l’édition]